# Андоррско-аргентинские отношения
Аргентино-андоррские отношения — двусторонние дипломатические отношения между Аргентинской Республикой и Княжеством Андорра. Оба государства являются членами Организации Объединённых Наций (ООН).

## История
Андорра и Аргентина установили дипломатические отношения 26 апреля 1995 года, после того как Андорра приняла новую конституцию, согласно которой она стала парламентской демократией. Отношения между обоими государствами были ограничены и имели место в основном на многосторонних форумах. В марте 2010 года обе страны подписали Соглашение об обмене информацией по налоговым вопросам.

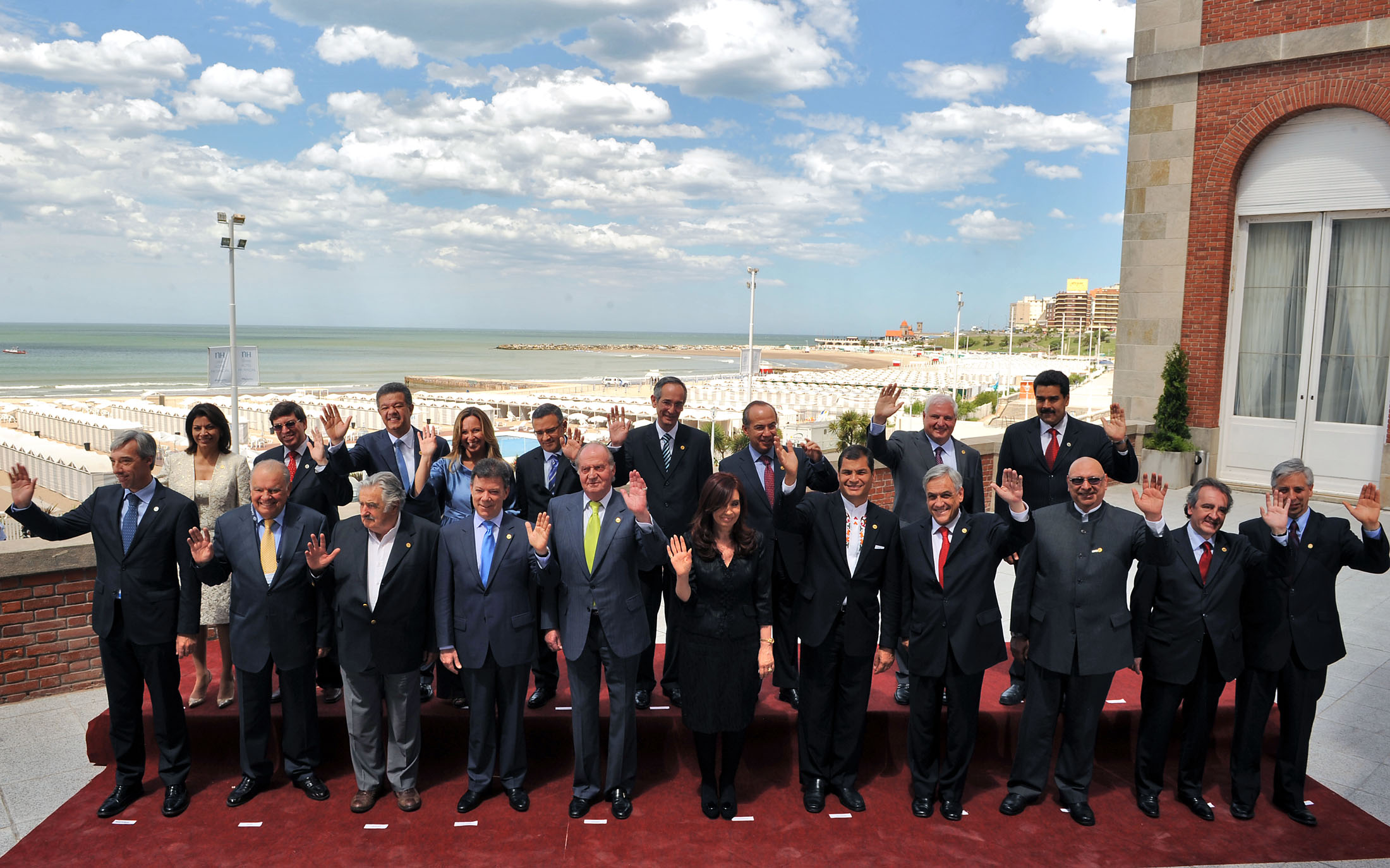
Премьер-министр Андорры Жауме Бартумеу вместе с президентом Аргентины Кристиной Фернандес де Киршнер на 20-м Иберо-американском саммите в Мар-дель-Плата, Аргентина, декабрь 2010 года

В декабре 2010 года премьер-министр Андорры Жауме Бартумеу посетил Мар-дель-Плата, Аргентина, для участия в 20-м Иберо-американском саммите. В сентябре 2017 года министры иностранных дел Аргентины Хорхе Фаурии Мария Убах Фонт встретились на Генеральной Ассамблее Организации Объединенных Наций в Нью-Йорке.
В феврале 2018 года заместитель генерального секретаря президента Аргентины Валентин Диас Гиллиган был обвинён в наличии нераскрытого секретного банковского счёта в Андорре и в отмывании денег.
Аргентина аккредитована в Андорре посольством в Мадриде, Испания.

## Торговля
В 2017 году товарооборот между Андоррой и Аргентиной составил 43 000 долларов США. Основной экспорт Андорры в Аргентину включает в себя: термостаты, трансмиссии, центрифуги, землеройные машины и другое отопительное оборудование. Основной экспорт Аргентины в Андорру это одежда из меха.